# Asplenium multiforme
Asplenium multiforme är en svartbräkenväxtart som beskrevs av Fridolin Krasser. Asplenium multiforme ingår i släktet Asplenium och familjen Aspleniaceae. Inga underarter finns listade.